# جان ویلیام هنری
جان ویلیام هنری (انگلیسی: John W. Henry؛ زادهٔ ۱۳ سپتامبر ۱۹۴۹) بازرگان و سرمایه‌گذار اهل ایالات متحده است. جان دبلیو هنری سهام‌دار اصلی باشگاه بیسبال بوستون رد ساکس و باشگاه فوتبال لیورپول است. در مارس ۲۰۰۶ میلادی مجله بوستون ثروت او را در حدود ۱٫۱ میلیارد دلار تخمین زد. در نوامبر ۲۰۱۵ مجله معتبر اقتصادی فوربز سود خالص دارایی ا را ۲٫۲ میلیارد دلار اعلام کرد. او دانش‌آموخته رشته فلسفه از دانشگاه کالیفرنیا است، هر چند در این رشته فازغ التحصیل نشد و دانشگاه را نیمه کاره رها کرد. علت این کار جان هنری فعالیت و علاقهٔ وی در شرکت کردن در گروه‌های موسیقی راک اند رول و همچنین فعالیت اقتصادی خرد به صورت قرارداد آتی برای فروش سویا و ذرت ذکر شده‌است.